# Volcanalia fumosa
Volcanalia fumosa är en insektsart som beskrevs av William Lucas Distant 1917. Volcanalia fumosa ingår i släktet Volcanalia och familjen kilstritar.
Artens utbredningsområde är Seychellerna. Inga underarter finns listade i Catalogue of Life.